# Малі коливання
Найпростішим прикладом малих коливань - є рух нитяного маятника. Якщо тягарець підвішений на тонку нерозтяжну нитку, злегка вивести з положення рівноваги так, щоб амплітуда його коливань була мала, то під дією сили тяжіння такий маятник буде здійснювати малі коливання. Сила, що повертає тягарець в положення рівноваги рівна F=PSinα, α - кут відхилення маятника від положення рівноваги. Якщо кут α малий, то довжина дуги, яку описує маятник під час руху, приблизно рівна довжині прямолінійного відрізку, який позначимо через х. Якщо довжина нитки маятника рівна l, то для малого кута α приблизно рівняння запишеться так х/l=Sinα. Тоді F=- xP/l.
Таким чином, нитяний маятник буде коливатися під дією сили, яка пропорційна зміщенню маятника та направлена до положення його рівноваги, тобто маятник здійснює гармонічне коливання. При цьому не враховується тертя нитки, її пружність та вага. Такий варіант справедливий для абстрактної моделі математичного маятника, під яким розуміють матеріальну точку, підвішену на нерухомій нерозтяжній нитці.
Нідерландський вчений Крістіан Гюйгенс (1629-1695) досліджуючи закони коливання маятника, встановив, що період коливання пропорційний квадратному кореню з відношення довжини маятника до прискорення сили тяжіння ḡ. Період коливань маятника Т не залежить від амплітуди коливань (ізохронності) та маси. Маятник можна використовувати як найбільш простий та зручний спосіб визначення прискорення сили тяжіння.